# Aron Pumnul
Aron Pumnul (1818-1866) fue un profesor y escritor rumano.

## Biografía
Nació en 1818 en el pueblo de Căciulata, cerca de Făgărașu, en Transilvania. Hijo de un granjero, asistió a la escuela de Odorheiu, luego fue al gymnasium de Blaj y terminó sus estudios en Cluj y Viena. De regreso a Blaj, fue nombrado en 1847 profesor de filosofía en el liceo de dicha localidad. Cuando estalló el movimiento revolucionario de 1848, Aron Pumnul se vio obligado a huir a Bucovina, donde los hermanos Hurmuzache lo acogieron bajo su protección, y en 1849 fue nombrado profesor de lengua rumana en la escuela de Chernivtsí, donde residió unos diecisiete años. Falleció el 12 de enero de 1866.
Entre sus publicaciones se encontraron títulos como: Tractat de philosophie (1848), Arta poesiei (estudio crítico), Versificatia română, Gramatica română (1864), Lepturariu rumânesc (1862-1865, 6 vol.),  Extract de literatura română, Limba română,  Ochire fugitivă asupra limbei şi istoriei literaturei român, Fondul religionar român din Bucovina (1865), Retorica, Covorbiri limbistice, Privire fugitivă asupra istoriei Românilor, Foaia pentru minte, inimă şi literatură, Gramatica complecta a limbei romane y Formele din afară ale cuvintelor limbei române.